# Dioscorea fendleri
Dioscorea fendleri är en enhjärtbladig växtart som beskrevs av Reinhard Gustav Paul Knuth. Dioscorea fendleri ingår i släktet Dioscorea och familjen Dioscoreaceae. Inga underarter finns listade i Catalogue of Life.